# Марийка Попова
Марийка Иванова Попова, позната още като Мария Попова е българска актриса. Счита се за първата професионална актриса в България.

## Биография
Родена е в Русе през 1866 г. Първоначалното си образование завършва в Русе, след което заминава с родителите си за Пловдив, където учи в Пловдивската девическа гимназия. След основаването на Румелийската театрална трупа през 1883 г. е поканена за редовен член. Дебютира в постановката „Робството на мъжете“ на де Лери. Прекъсва обучението си и се отдава изцяло на театрална дейност. След Съединението през 1885 г. трупата преустановява дейността си. През 1888 г. постъпва в театър „Основа“, а след това в Драматическото отделение на Столичната драматическо-оперна трупа в театър „Сълза и смях“. След създаването на Народния театър играе в него. Почива на 23 декември 1940 г. в София.

## Роли
Марийка Попова играе множество роли, по-значимите са:
- Клотилда – „Каменоделецът“ на Александър Дюма
- Маря Антоновна – „Ревизор“ на Николай Гогол
- Агафя Тихоновна – „Женитба“ на Николай Гогол
- Руска – „Руска“ на Иван Вазов
- Евгени – „Хъшове“ на Иван Вазов
- Г-жа Терзийска – „Службогонци“ на Иван Вазов[1]

## Галерия
- Снимки на Марийка Попова от роли в театъра
- В ролята на Полина в „Доходно място“, публикувана в юбилеен лист посветен на 35-годишната артистична дейност на актрисата, 1918 г. Източник: ДА „Архиви“
- От постановката „Добрите приятели“, публикувана в юбилеен лист посветен на 35-годишната артистична дейност на актрисата, 1918 г. Източник: ДА „Архиви“